# George Forsyth
George Patrick Forsyth Sommer (ur. 20 czerwca 1982 w Caracas) – peruwiański piłkarz pochodzenia szkocko–niemieckiego występujący na pozycji bramkarza. Zawodnik klubu Alianza Lima.

## Kariera klubowa
Forsyth urodził się w Wenezueli jako syn Niemki i Peruwiańczyka pochodzenia szkockiego. Wychował się jednak w Peru. W 2001 roku rozpoczynał tam karierę piłkarską w klubie Alianza Lima. W tym samym roku zdobył z nim mistrzostwo fazy Apertura, a potem mistrzostwo Peru. W 2002 roku trafił do rezerw niemieckiej Borussii Dortmund. Spędził w nich rok.
W 2003 roku wrócił do Peru, gdzie został graczem klubu Atlético Universidad. Jego barwy reprezentował przez jeden sezon. W 2004 roku ponownie trafił do Alianzy Lima. W tym samym roku wywalczył z nim mistrzostwo Apertura, a potem mistrzostwo Peru. Część sezonu 2005 spędził na wypożyczeniu w zespole Sport Boys. Następnie wrócił do Alianzy. W 2006 roku zdobył z nią mistrzostwo Apertura oraz Peru.
W 2007 roku Forsyth podpisał kontrakt z włoską Atalantą BC. Przez rok w jej barwach nie rozegrał jednak żadnego spotkania. W 2008 roku wrócił do Alianzy. W 2009 roku wywalczył z nią wicemistrzostwo Peru.

## Kariera reprezentacyjna
W reprezentacji Peru Forsyth zadebiutował 24 marca 2007 roku w przegranym 0:2 towarzyskim meczu z Japonią. W tym samym roku został powołany do kadry na Copa América. Na tamtym turnieju nie zagrał jednak ani razu, a Peru zakończyło go na ćwierćfinale.